# NGC 5721
NGC 5721 هو اصطدام مجري، يقع في كوكبة العواء. اكتشف في 16 أبريل 1855، وقد اكتشفه ويليام بارسونز.

## روابط خارجية
- NGC 5721 على موقع ويكي سكاي: DSS2, SDSS, GALEX, IRAS, Hydrogen α, X-Ray, Astrophoto, Sky Map, Articles and images